# 孙富春 (1964年)
孙富春（1964年2月—），男，江苏宝应人，中国人工智能领域专家，清华大学计算机科学与技术系教授。主要从事智能系统理论、神经网络、模糊系统和机器人动力学及智能控制方面的研究工作。

## 生平
1982年考入海军航空工程学院自动控制专业，1989年获硕士学位，此后留校工作。1998年在清华大学计算机应用专业获博士学位。1998年至2000年，在清华大学自动化系从事博士后研究。2000年开始在清华大学计算机科学与技术系工作。2006年8月，获得国家杰出青年基金资助。同年12月，任863计划空间飞行器专题专家组成员。2018年当选IEEE Fellow。